# اسكندرونة (صور)
اسكندرونة هي إحدى القرى اللبنانية من قرى قضاء صور في محافظة الجنوب.

## الموقع
تقع بالقرب من بلدة الناقورة الحدودية